# Estudiantes de Guárico Fútbol Club

## Historia
En el 2001 se realizan en San Juan de los Morros, Estado Guárico, sus primeros juegos de fútbol.

## Estadio
Jugará sus partidos en el José Rodríguez Sáez, que será construido este año 2000 con la intención de desarrollar atletas de alto rendimiento y ciudadanos ejemplares.

## Uniforme
- Uniforme titular: camiseta , pantalón , medias .
- Uniforme alternativo: camiseta , pantalón , .

### Evolución del uniforme
| 2015-2016 | 2017-presente Titular | 2017-presente Alternativo |